# Sem Jeito
"Sem Jeito" é uma canção gravada pela cantora e compositora brasileira Sandy, contida em seu primeiro álbum de estúdio, Manuscrito (2010) e em seu primeiro álbum ao vivo, Manuscrito Ao Vivo (2011). Na versão do Manuscrito Ao Vivo, conta com a participação do cantor brasileiro Lenine. Foi liberada como single promocional em 28 de novembro de 2011.